# بانک سانتاندر
بانک سانتاندر (انگلیسی: Banco Santander) شرکت خدمات مالی و بانکداری اسپانیایی است، که در سال ۱۸۵۷ تأسیس شد.